# Метельницький Ростислав Георгійович
Ростисла́в Гео́ргійович Метельни́цький (7 листопада 1929, Кам'янець-Подільський — 3 березня 2007, Луцьк) — український архітектор.

## Біографія
Ростислав Георгійович Метельницький народився 7 листопада 1929 року у Кам'янці-Подільському у вчительській родині. Мати Софія Іванівна викладала українську мову та літературу, батько Георгій Миколайович — біологію та географію. Вони працювали у школах Вінницької та Кам'янець-Подільської областей. 1944 року Метельницькі переїхала до Луцька, куди Георгій Миколайович отримав призначення на роботу.
1948 року Ростислав закінчив середню школу у Луцьку та вступив на архітектурний факультет Київського художнього інституту (нині НАОМА — Національна академія образотворчого мистецтва і архітектури). Навчався в майстерні професора Євгена Катоніна. 1954 року закінчив інститут, захистивши дипломний проєкт «Великопанельний житловий будинок на 203 квартири в Києві» на відмінно.
Призначення на роботу отримав у Луцьк, у Волинський «Облпроект». Від листопада 1954 року до жовтня 1956 року проходив службу в армії.
1959 року вступив до аспірантури при Науково-дослідному інституті архітектури споруд Академії будівництва і архітектури УРСР, де працював над питаннями трансформації планів громадських будівель. Після здачі кандидатського мінімуму і затверження програми дисертації «Інтер'єри клубу з планом, що трансформується» 1961 року за сімейними обставинами припинив навчання в аспірантурі та повернувся в Луцьк, де до 1965 року працював керівником майстерні та одночасно головним архітектором Облпроекту.
1965 року Облпроект реорганізували у Волинську філію проєктного інституту «Діпроміст», в якій Ростислав Георгійович у 1965—1971 роках працював директором, а у 1971—1995 роках — головним архітектором.
Під час професійної діяльності виконав низку цікавих і значних у архітектурному житті Луцька проєктів. У його творчому доробку понад 40 здійснених об'єктів, збудованих у важкі для архітекторів роки будівельного диктату. Всі вони відрізняються оригінальністю архітектурного задуму та високим професіоналізмом.
Член Спілки архітекторів України з 17 листопада 1967 року.
Ініціатор створення Волинського осередку Спілки архітекторів України.
Ініціатор та один з авторів розробки проєкту Луцького історико-культурного заповідника. Ростиславу Георгійовичу належала провідна роль у збереженні та пропаганді архітектурної спадщини на Волині.
У 1948—2000 роках виконав понад 700 малюнків, частина з яких експонувалась на персональних виставках у Луцьку у 2001 (галерея «Крайня хата»), 2002 (Волинський національний університет) та 2003 (галерея «Крайня хата») роках.
Вийшовши 1995 року на пенсію, працював науковим співробітником Луцького історико-культурного заповідника. Під час роботи в заповіднику здійснив ґрунтовну історико-архітектурну реконструкцію забудови Луцька відповідно до люстрації 1789 р.. Важливою ділянкою його роботи був кропіткий аналіз даних 250 геологічних свердловин, здійснених по всій площі Старого міста протягом 1978-1992 рр., який дозволив обґрунтовано реконструювати первісний рельєф острова Лучеськ. Неодноразово критикував міську владу та дирекцію заповідника через їхні некомпетентні дії, за що був звільнений з роботи.
Постійні публікації Метельницького в республіканській і всесоюзній пресі на архітектурні теми мали широкий резонанс у архітектурних колах та досі не втратили актуальності.
1 березня 2004 року Метельницькому надано звання почесного члена Української академії архітектури.

## Здійснені проєкти

Пам'ятник Лесі Українці в Парку ім Лесі Українки

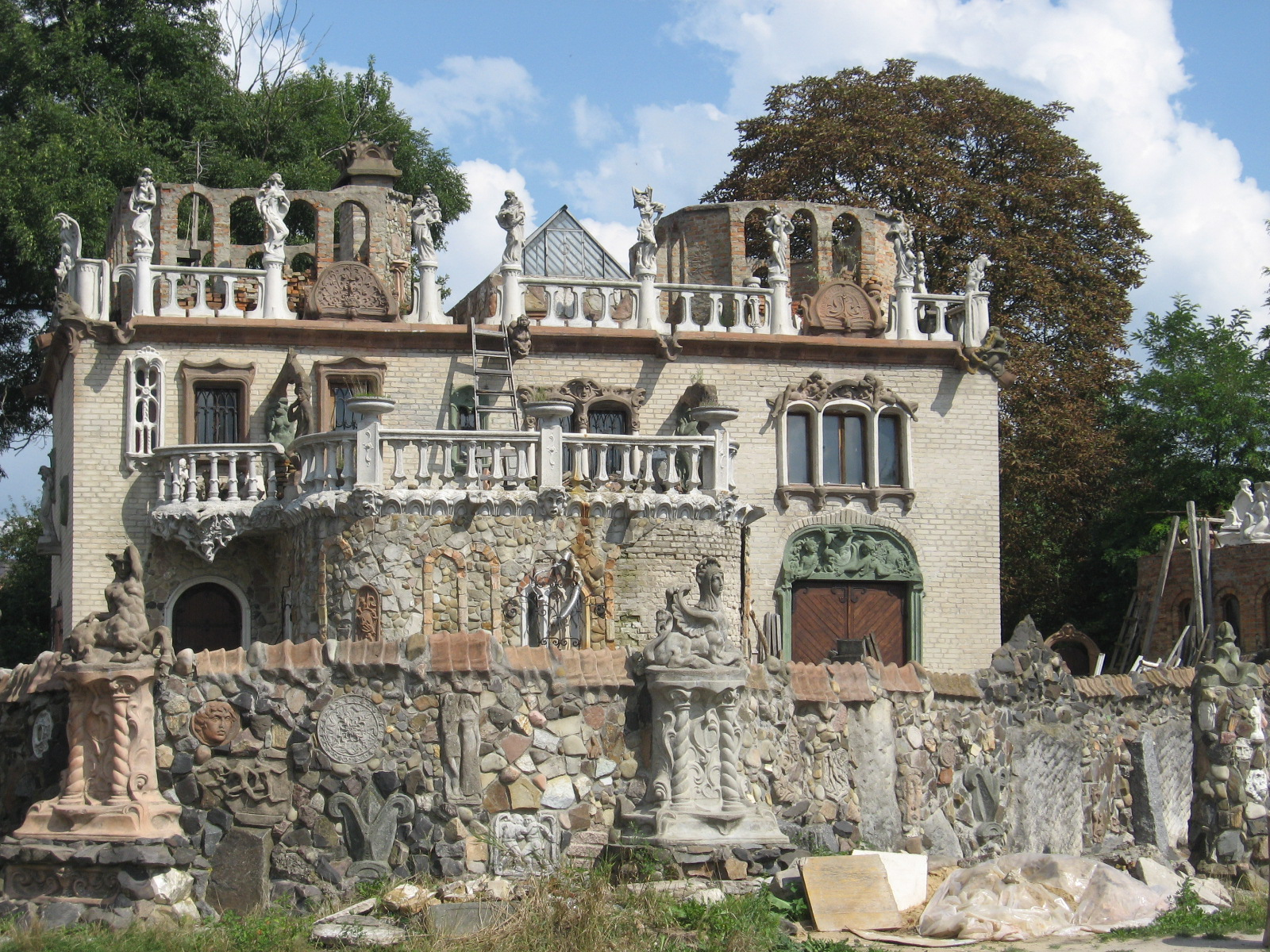
Будинок Голованя

- 1956. Інтер'єри адміністративного будинку обкому і облвиконкому в Луцьку.
- 1959. Упорядкування центральної площі в Луцьку.
- 1959. Житловий будинок на вулиці Богдана Хмельницького в Луцьку.
- 1959. Інтер'єр кінотеатру «Хроніка» в Луцьку.
- 1959—1961. Вставка між типовими будинками на вул. Леніна, 12 в Луцьку.
- 1962—1963. Школа № 8 в Луцьку.
- 1963—1964. Архітектурна частина проєкту мосту через річку Стир у Луцьку.
- 1964. Будинок мисливця в Луцьку.
- 1964. Училище № 29 у Львові.
- 1966—1967. Дитяча спортивна школа у Луцьку.
- 1967. Архітектурна частина пам'ятника Лесі Українки у Луцьку
- 1968—1970. Проєкт Луцького державного історико-культурного заповідника.
- 1969—1970. Широкоформатний кінотеатр «Промінь».
- 1969—1970. Фасад будинку зв'язку на вул. 5 лютого у Луцьку.
- 1973. Проєкт житлового району «Гнідава».
- 1980. Проєкт будинку Голованя.

## Публікації

### Книги
- Колосок Б. В., Метельницький Р. Г. Луцьк: Архітектурно-історичний нарис. — К.:Будівельник, 1990. — 192 с.
- Деякі сторінки єврейської забудови Луцька. — К.: Дух і літера, 2001. — 178 с.

### Статті
- Создать архитектуру социалистическую // Строительство и архитектура. — К.,1964. — № 11. — С.21-22.
- Некоторые проблемы застройки Луцка // Строительство и архитектура. — К.,1966. — № 1. — С.15−16.
- Еще раз о праве на поиск // Литературная газета. — 1969. — 14 мая.
- Кто мы? // Литературная газета. — 1972. — 11 ноября.
- О проблеме современного стиля // Строительство и архитектура — К.,1972. — № 3. — С.29-31.
- Объект и ансамбль (о недостатках в застройке Луцка) // Строительство и архитектура. — К.,1972. — № 9. — С.34-37,41.
- На примере природных и градостроительных особенностей Луцка // Строительство и архитектура. — К.,1973. — № 10. — С.1-3.
- Трое в каминном зале // Литературная газета. — 1976. — 14 июля. — № 28 — С.12.
- Будущее прошлого // Приложение «Архитектура» к «Строительной газете». — К.1977. — № 12. — 12 июня. — С.6.
- Три основные помехи противостоят ускорению в архитектурно — строительной практике // Архитектура. — М., 1986. — № 10. — 18 мая.
- Дослідження первинного рельєфу старого Луцька // Старий Луцьк: Науково-інформаційний збірник. — Луцьк: історико-культурний заповідник, 1998. — С.156—159.
- Деякі питання валоризації фонової забудови (вимоги до новобудов на заповідному терені) // Старий Луцьк: Науково — інформаційний збірник. — Луцьк: Історико-культурний заповідник, 1998. — С.29—35.
- На перетині топографічних та історичних свідчень) // Минуле і сучасне Волині: літописні міста і середньовічна культура: Матеріали VIII Волинської обласної історико-краєзнавчої конференції. — Луцьк,1998. — С.23—25.
- Топографія і літопис (про метаморфози русла Стиру і середньовічної греблі Луцька) // Старий Луцьк. Науково — інформаційний збірник. — Луцьк: Історико-культурний заповідник, 1998. — С.84−92.
- Луцький острів (природна підоснова середньовічного міста) // Літопис Волині. — Луцьк, 2001 р. — Ч.1. — С.107—114.
- Загадка 1. Блукаючи русла довкола острова // Волинь: Всеукраїнський суспільно -політичний, літературно -мистецький часопис. — Луцьк, 2003. — Ч.5. — С.47—53.
- Загадки старого Луцька // Волинь: Всеукраїнський суспільно-політичний, літературно-мистецький часопис. — Луцьк, 2003. — Ч.5. — С.47—92.